# 한반도 평화포럼
한반도 평화포럼은 2009년 9월 남북 간 화해 협력과 공동 번영, 평화 통일의 대안적 활로를 모색하기 위한 목적으로 관련 학자들과 전직 정부 당국자, 종교·문화·시민사회 관계자들이 모여 만든 민간단체다. 
제25·27대 통일부 장관이자 제3대 국가정보원장 임동원, 영문학자 백낙청, 제29·30대 통일부 장관 정세현, 정치학자 문정인 등이 구심점 역할을 하였다.